# Cyathea pilozana
Cyathea pilozana är en ormbunkeart som beskrevs av M. T. och J. Murillo. Cyathea pilozana ingår i släktet Cyathea och familjen Cyatheaceae. Inga underarter finns listade.